# Кінні (округ, Техас)
Шаблон:StateAbbr_ 29°21′ пн. ш. 100°25′ зх. д. / 29.35° пн. ш. 100.42° зх. д.
Округ Кінні (англ. Kinney County) — округ (графство) у штаті Техас, США. Ідентифікатор округу 48271.

## Історія
Округ утворений 1874 року.

## Демографія
За даними перепису 2000 року загальне населення округу становило 3379 осіб, усе сільське. Серед мешканців округу чоловіків було 1688, а жінок — 1691. В окрузі було 1314 домогосподарства, 941 родин, які мешкали в 1907 будинках. Середній розмір родини становив 3,1.
Віковий розподіл населення поданий у таблиці:
| Стать    | До 15 років | 15-21 | 22-29 | 30-39 | 40-49 | 50-65 | 65-85 | Понад 85 |
| -------- | ----------- | ----- | ----- | ----- | ----- | ----- | ----- | -------- |
| Чоловіки | 342         | 151   | 122   | 180   | 193   | 285   | 396   | 19       |
| Жінки    | 352         | 129   | 115   | 176   | 198   | 314   | 374   | 33       |

## Суміжні округи
- Едвардс — північ
- Ювалде — схід
- Маверік — південь
- Jiménez (municipality of Coahuila)[en], Мексика  — південний захід
- Вал-Верде — захід

## Виноски
1. ↑  U.S. Decennial Census. United States Census Bureau. Архів оригіналу за 26 квітня 2015. Процитовано 2 травня 2015.
2. ↑  Texas Almanac: Population History of Counties from 1850–2010 (PDF). Texas Almanac. Архів оригіналу (PDF) за 26 лютого 2015. Процитовано 2 травня 2015.
3. ↑  State & County QuickFacts. United States Census Bureau. Архів оригіналу за 18 жовтня 2011. Процитовано 18 грудня 2013.(англ.) Наведено за англійською вікіпедією.
4. ↑  American FactFinder. Бюро перепису населення США. Архів оригіналу за 29 липня 2011. Процитовано 31 січня 2008.

| США | Це незавершена стаття з географії США. Ви можете допомогти проєкту, виправивши або дописавши її. |